# مدينة قوبا
مدينة قوبا أو قبة مدينة في شمال جمهورية أذربيجان وهي مركز مقاطعة قوبا.
تقع مدينة قوبا على نهر كوديال ويبلغ عدد سكانها حوالي 38 ألف نسمة.
في عام 2007 م وأثناء عمليات الحفر لإنشاء ملعب رياضي في المدينة تم اكتشاف مقبرة جماعية تحوي بقايا أكثر من 400 شخصاً تبين بعد الفحص
أنهم قتلوا عام 1918 م، وقد ذكرت المصادر الأذرية أنهم قتلوا إبان الثورة الشيوعية بواسطة ميليشيات أرمنية رغم النفي الأرمني لذلك.تم تنظيم منطقة غوبا في 8 أغسطس 1930.أراضيها 2,61 ألف كيلومتر مربع، وبحلول 1 يناير 2017 يبلغ عدد السكان 168356 ألف شخص.ووفقا للتعداد السكاني الذي أجري في عام 2009، فإن 79.2 في المائة من السكان أذربيجانيون، 9.1 في المائة منهم نكهات، و 5.9 في المائة من اللزجين، و 1.8 في المائة من اليهود، و 1.4 في المائة من السكان، 4٪ من الأتراك، و 0.5٪ من الإغريق، و 0.7٪ من ممثلي الجنسيات الأخرى.ويعيش معظم السكان (حوالي 76 في المائة) في المناطق الريفية.المستوطنات الكبيرة هي مدن غوبا، ريد تاون، غوناكند، زردابي، فيرست نوغادي، الثاني نوغادي، ألبان، أمصار، أليكسييفكا، فلاديميروفكا، ديغا، قاتراش القرى.

## ثقافة
واحدة من المتاحف الأكثر شهرة في غوبا - خيناليغ المتحف التاريخي الإثنوغرافي - هو متحف تم إنشاؤه في عام 2001 في قرية خيناليغ في أذربيجان.تحت قيادة خليلمان جباروف، عائلة بارزة ونبيلة من خيناليغ، العديد من الأعمال المثيرة للاهتمام التي عرضت في المتحف الذي بناؤه من قبل السكان المحليين.تقع في شمال شرق أذربيجان، وينقسم مركز السجاد غوبا إلى ثلاثة أجزاء - الجبلية، سفوح السهول ويغطي أراضي منطقتي غوبا وشابران (دافاشي) الحديثة.في الجزء الجبلي - المستوطنات المركزية في قرى غوناكند، وخاشي، وسيمي، وأفوركا، ويرفي، وبودوك، وغرير، وجاك، وسالماسويود؛ إنتاج السجاد في القسم الجبلي - أمركانلي، أليخانلي، خالفا، بيرامسان، بيليسي، شاهنازارلي، بيراباديل، زيفا، زهرامي، سوماغوباغ، خيرداغول شيتشي، سرت شيتشي، دريا-سيشي المدارس؛ في قسم الفلاحين، في منطقة عرمان شبران، نهر غاراجاشلي، حاجي غاراجاشلي، سوزانلي، غاراجاشلي، دافاشي، مولاكامالي وغيرها. في القرى.وتشمل هذه المدرسة أيضا السجاد المنسوجة في دارباند.وتشمل هذه المدرسة أيضا السجاد المنسوجة في دارباند.زينت سجاد غوبا بحلي هندسية، وأحيانا زخارف حيوانية.يستخدم على نطاق واسع أسلوب ميدالية في هذه المدرسة السجاد.أكثر التراكيب الرائعة في سجادة غوبا هي «أنسيانت-مينارا» و «جيميل» و «ألبان» و «غولو-تشيتشي» و «بيراباديل» و «هاجيغايب» و «جيرديز» و «جاك» وتشمل الآثار المعمارية مقابر أغبابيان (القرن السادس عشر)، وقبر سوبابا في قرية ألبان والمسجد والمئذنة في قرية فيرست نوغادي (القرنين السابع عشر والتاسع عشر)، والكوكبة في قرية خيناليغ، وجسر تاجي على غوديالشاي وغيرها.في قرية زينالق التي تعتبر أعلى قرية جبلية في أوروبا، المصلين النار من القرن التاسع، قبر القرن 16 في قرية أغبيل.هناك مسجد في سوكينوخان، مسجد جعفر وجوما، وحمامات غومبازلي يعود تاريخها إلى القرن التاسع عشر في غوبا.وبالإضافة إلى ذلك، هناك قلعة ومسجد تاريخي يدعى «علم» في قرية روستوف.

## تاريخية
وتذكر جوبا في أعمال مختلف المناطق الجغرافية الأوروبية في المصادر العربية والألبانية القديمة.كانت القلعة التي بناها الحاكم الأذربيجاني أنوشيرفان في القرن الحادي عشر تسمى «بيد-فيروز قوبات»، وفي المصادر العربية للقرن الثاني عشر قوب قوبا ك «كوبا».في القرن الثالث عشر، في قاموس الأسماء الجغرافية للعالم العربي حمابي كان قد ذكر بين المدن الأذربيجانية كما الكبة، وفي مصادر القرن 16 قوبا يشار إليها باسم «قبة».مدينة قوبا (كوبا) نشأت من قرية غوديال على ضفة النهر.في منتصف القرن الثامن عشر، بعد نقل مسكنه من خودات، أصبح حسين علي خان قوبا (القبلية التركية الحاكم المسلم) وأثار جدران القلعة في جميع أنحاء المدينة.ثم حاول بعد ذلك إنشاء دولة منفصلة عن الخانات الأذربيجانية الأخرى.وازداد مكانة خوان قوبا في عهد فاطالي خان (1758-1789)، ابن حسين علي خان.ومع ذلك، كانت قبة خانات، مثل خانات أخرى عبر القوقاز، تحتلها روسيا القيصرية في أوائل القرن التاسع عشر وضمت رسميا إلى الإمبراطورية الروسية بموجب اتفاق عام 1813.بعد إعادة التأهيل تم إدراج قوبا في مقاطعة ديربنت في عام 1840 ثم في مقاطعة باكو في عام 1860.الكسندر دوماس، المستشرق الروسي بيريزين، الكاتب بيستوزيف مارلينسكي، زار العالم النرويجي والمغامر ثور هايردل قوبا في ذلك الوقت.قوبا هو أيضا مركز لصناعة السجاد النسيج.هناك شركة صنع السجاد يسمى «قاسم قباء».السجادة «غولو تشيتشي» المنسوجة هنا في 1712 هو الآن عرضت في متحف متروبوليتان في نيويورك.

## سكان
| التكوين العرقي في قوبا                                                                             | التكوين العرقي في قوبا | التكوين العرقي في قوبا | التكوين العرقي في قوبا | التكوين العرقي في قوبا | التكوين العرقي في قوبا | التكوين العرقي في قوبا | التكوين العرقي في قوبا | التكوين العرقي في قوبا | التكوين العرقي في قوبا | التكوين العرقي في قوبا | التكوين العرقي في قوبا | التكوين العرقي في قوبا | التكوين العرقي في قوبا | التكوين العرقي في قوبا | التكوين العرقي في قوبا | التكوين العرقي في قوبا |
| عرقي مجموعة                                                                                        | عام 1873               | عام 1873               | عام 1886               | عام 1886               | عام 1897               | عام 1897               | عام 1926               | عام 1926               | عام 1939               | عام 1939               | عام 1959               | عام 1959               | عام 1970               | عام 1970               | عام 1979               | عام 1979               |
| عرقي مجموعة                                                                                        | سكان                   | %                      | سكان                   | %                      | سكان                   | %                      | سكان                   | %                      | سكان                   | %                      | سكان                   | %                      | سكان                   | %                      | سكان                   | %                      |
| -------------------------------------------------------------------------------------------------- | ---------------------- | ---------------------- | ---------------------- | ---------------------- | ---------------------- | ---------------------- | ---------------------- | ---------------------- | ---------------------- | ---------------------- | ---------------------- | ---------------------- | ---------------------- | ---------------------- | ---------------------- | ---------------------- |
| التركية                                                                                            | 5 9                    | 52.9%                  | 6 486                  | 46.6%                  | 7 134                  | 46.4%                  | 6 168                  | 45.3%                  | 7 839                  | 65.4%                  | 12 545                 | 57.0%                  | 15 436                 | 81.8%                  | 16 444                 | 85.5%                  |
| لزجين                                                                                              |                        |                        |                        |                        | 221                    | 1.4%                   | 84                     | 0.6%                   | 842                    | 7.0%                   | 1 565                  | 7.1%                   | 1 640                  | 8.7%                   | 1 957                  | 10.2%                  |
| الروسية                                                                                            | 141                    | 1.2%                   | 291                    | 2.1%                   | 441                    | 2.9%                   | 697                    | 5.1%                   | 2 349                  | 19.6%                  | 1 686                  | 7.7%                   | 1 442                  | 7.6%                   | 593                    | 3.1%                   |
| الأوكراني                                                                                          |                        |                        |                        |                        |                        |                        | 134                    | 1.0%                   | 125                    | 1.0%                   |                        |                        | 1 442                  | 7.6%                   | 593                    | 3.1%                   |
| الأرميني                                                                                           |                        |                        | 833                    | 6.0%                   | 807                    | 5.3%                   | 48                     | 0.4%                   | 142                    | 1.2%                   | 101                    | 0.5%                   | 80                     | 0.4%                   | 91                     | 0.5%                   |
| يهودية                                                                                             | 5 127                  | 45.3%                  | 6 287                  | 45.2%                  | 6 212                  | 40.4%                  | 6 285                  | 46.2%                  | 105                    | 0.9%                   | 146                    | 0.7%                   | 71                     | 0.4%                   | 60                     | 0.3%                   |
| تتاري                                                                                              |                        |                        |                        |                        |                        |                        |                        |                        |                        |                        |                        |                        | 60                     | 0.3%                   | 35                     | 0.2%                   |
| الجورجية                                                                                           |                        |                        | 10                     | 0.1%                   | 26                     | 0.2%                   | 9                      | 0.1%                   | 15                     | 0.1%                   | 14                     | 0.1%                   | 9                      | 0.0%                   | 3                      | 0.0%                   |
| آفار                                                                                               |                        |                        |                        |                        | 52                     | 0.3%                   |                        |                        | 1                      | 0.0%                   |                        |                        |                        |                        | 1                      | 0.0%                   |
| كردي                                                                                               |                        |                        |                        |                        |                        |                        |                        |                        |                        |                        |                        |                        |                        |                        | 1                      | 90 faiz                |
| اتاتيون                                                                                            |                        |                        |                        |                        |                        |                        | 1                      | 0.0%                   |                        |                        | 30                     | 0.1%                   | 6                      | 0.0%                   |                        |                        |
| ألماني                                                                                             |                        |                        | 4                      | 0.0%                   | 9                      | 0.1%                   | 13                     | 0.1%                   | 39                     | 0.3%                   |                        |                        |                        |                        |                        |                        |
| الفارسية                                                                                           |                        |                        |                        |                        | 151                    | 1.0%                   | 16                     | 0.1%                   |                        |                        |                        |                        |                        |                        |                        |                        |
| شعداغ                                                                                              |                        |                        |                        |                        | 43                     | 0.3%                   |                        |                        |                        |                        |                        |                        |                        |                        |                        |                        |
| البولندية                                                                                          |                        |                        | 6                      | 0.0%                   |                        |                        |                        |                        |                        |                        |                        |                        |                        |                        |                        |                        |
| والآخر                                                                                             | 62                     | 0.5%                   |                        |                        | 267                    | 1.7%                   | 158                    | 1.2%                   | 529                    | 4.4%                   | 5 916                  | 26.9%                  | 127                    | 0.7%                   | 52                     | 0.3%                   |
| مجموع                                                                                              | 11 324                 | 100%                   | 13 917                 | 100%                   | 15 363                 | 100%                   | 13 613                 | 100%                   | 11 986                 | 100%                   | 22 003                 | 100%                   | 18 871                 | 100%                   | 19 237                 | 100%                   |
| ويتألف سكان المدينة أساسا من الأذربيجانيين، وعدد قليل من الروس واليهود وغيرهم من الجماعات الإثنية. |                        |                        |                        |                        |                        |                        |                        |                        |                        |                        |                        |                        |                        |                        |                        |                        |

## أحمر مستوطنة
تقع القرية عبر نهر غوديال (أو نهر كوديال) من مدينة قوبا الكبرى.يبلغ عدد سكانها حوالي 4000 شخص يعيشون في جبال الجبل.وبينما كان اليهود في المرتفعات في المنطقة المحيطة بكوبا منذ القرن الثالث عشر على الأقل، يعود تاريخ إنشاء كراسنايا سلوبودا رسميا إلى القرن الثامن عشر، عندما أعطى خان خان، فطالي خان، في عام 1742، الإذن لليهود وهو مجتمع خال من الاضطهاد عبر النهر من مدينة قوبا.وقد تم تغيير الاسم إلى «كرايسنايا سلوبودا» (التسوية الحمراء) في عهد الحكم السوفياتي، والذي كان يشار إليه أصلا باسم يفريسكايا سلوبودا (مستوطنة يهودية).ومن بين اليهود الروس، كانت المدينة تعرف مرة واحدة باسم «القدس الصغيرة».وقد شهدت البلدة تدفقا ماليا من أقارب يعيشون في إسرائيل، وضمت كنيس بيت الكنيست الجديد.